# Marianela Núñez

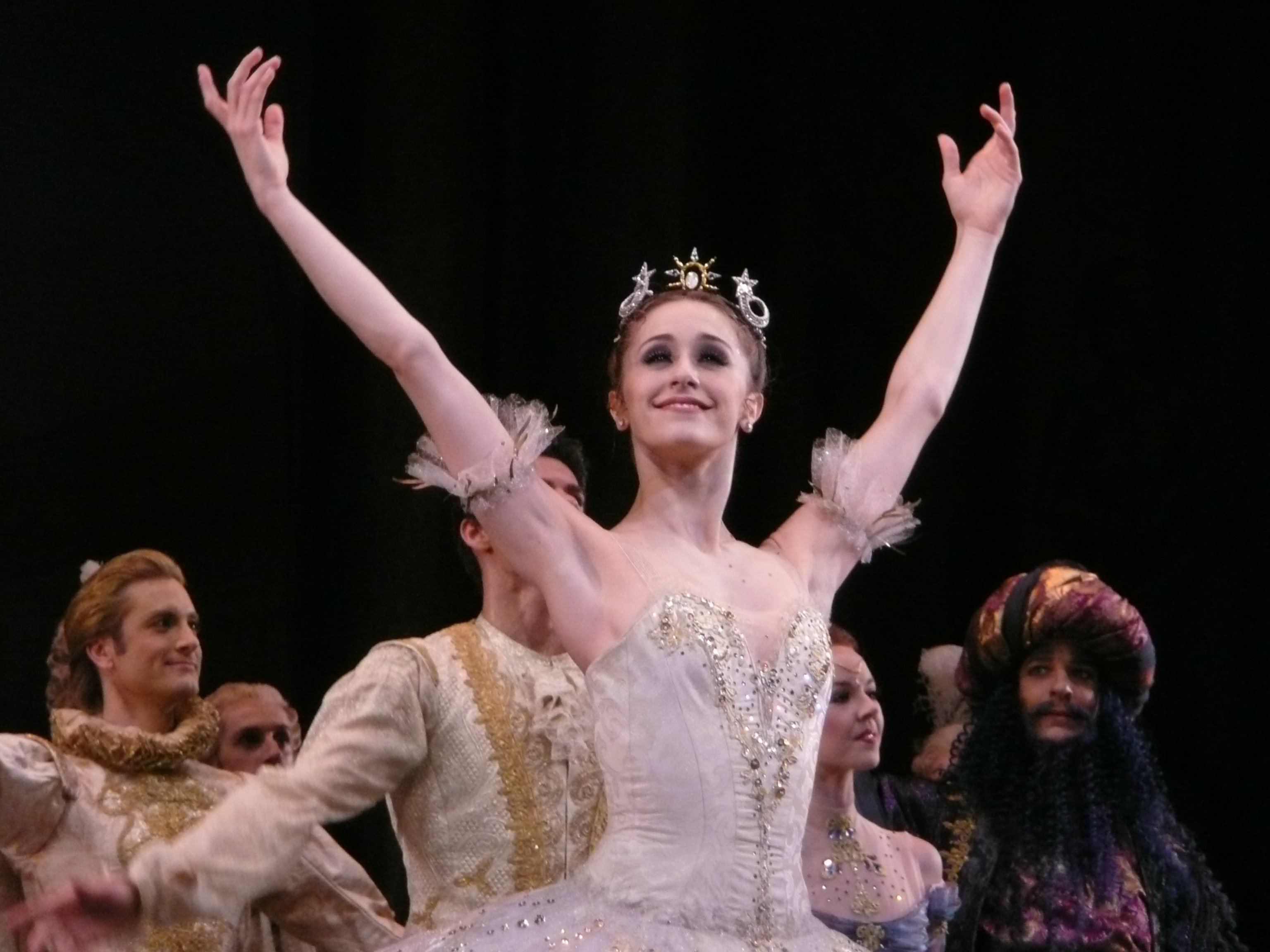
Marianela Núñez in Dornröschen, 2008

Marianela Núñez (* 1982 in San Martín (Buenos Aires), Argentinien) ist eine argentinische Balletttänzerin im Rang „Principal Dancer“ (Haupttänzerin) beim Royal Ballet in London.

## Leben
Marianela Núñez wurde in San Martín (Gran Buenos Aires), geboren. Mit drei Jahren erhielt sie ihren ersten Ballettunterricht und wurde mit acht Jahren am Instituto Superior de Arte des Teatro Colón zugelassen. Im Alter von 14 Jahren wurde sie in das Corps de ballet aufgenommen. 1997 setzte sie ihre Ausbildung an der „Upper School“ der Royal Ballet School in London fort. Zum Beginn der Saison 1998/99 wurde sie in die Kompanie des Royal Ballet übernommen und bereits 2001 zur „First Soloist“ ernannt. Im September 2002 wurde sie zur „Principal Dancer“ befördert und tanzt seitdem die Hauptrollen.

## Preise und Auszeichnungen
- 2005: Critics' Circle National Dance Award als „Beste Tänzerin“.[1]

## Rollen (Auswahl)
- Kitri – Don Quichotte (Léon Minkus)
- Swanilda – Coppélia (Charles Nuitter)
- Aurora und die Fliederfee – Dornröschen (Pjotr Iljitsch Tschaikowsky)
- Zuckerfee – Der Nussknacker (Pjotr Iljitsch Tschaikowsky)
- Nikiya – La Bayadère (Léon Minkus)
- Sylvia – Sylvia (Léo Delibes)
- Lise – La Fille mal gardée (Ferdinand Hérold)
- Odette/Odile – Schwanensee (Pjotr Iljitsch Tschaikowsky)
- Julia – Romeo und Julia (Sergei Sergejewitsch Prokofjew)
- Giselle und Myrtha – Giselle (Adolphe Adam)[2]
- Manon – Manon (Jules Massenet)